# The Explorers Club
The Explorers Club wurde 1904 in New York durch führende Forscher der Welt als ein exklusiver Privatclub gegründet, wo sich bis heute sein Sitz befindet. Ziel war stets die Unterstützung der wissenschaftlichen Erforschung von Land, Meer, Atmosphäre und Weltall. Die „Terra incognita“ hat in seiner wörtlichen Bedeutung heute seine Existenzberechtigung praktisch vollständig eingebüßt. Im übertragenen Sinne steht der Begriff Terra incognita aber auch heute noch für unbekannte Wissensgebiete. So fördert die international und interdisziplinär tätige Gesellschaft mit verschiedenen Mitteln die Feldforschungen und Expeditionen auf allen Erdteilen. Die Mitglieder vollbrachten etliche Pionierleistungen: Der Nordpol, der Südpol, der Gipfel des Mount Everest, der tiefste Punkt der Weltmeere und der Mond wurden als erstes von Clubmitgliedern erreicht. Die Blütezeit des Clubs lag in den 1920er bis 1950er Jahren. In dieser Zeit galt es bei Safaris und Großwildjagden Unbekanntes in die „Alte Welt“ zu bringen. Heute dominiert die ökologische Ausrichtung des Explorers Club.
Die Mitgliederzahl des seither multidisziplinären Explorers Club beträgt derzeit rund 3000 und er ist einer der exklusivsten Privatclubs der Welt. Der einstige Männerclub hat sich zwischenzeitlich Männern und Frauen aus über 60 Ländern auf allen Kontinenten geöffnet. Der Beitritt von Frauen wurde erst durch eine Statutenänderung im Jahr 1981 ermöglicht. Ein einfacher Beitritt zum elitären Explorers Club ist jedoch nicht möglich, mindestens zwei Mitglieder müssen für einen Anwärter bürgen. Dieser muss nachweisen, dass er sein Leben der Forschung widmet.

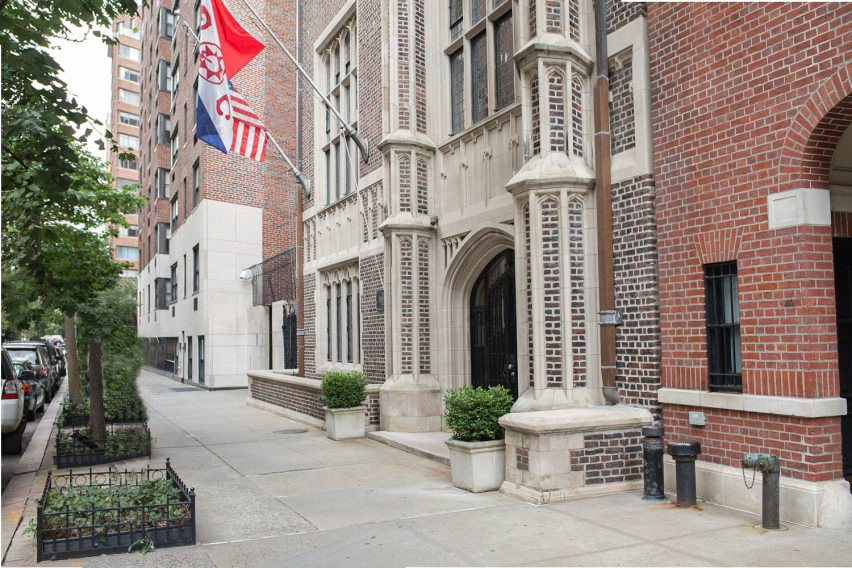
Das Clubhouse, 46 East 70th Street, New York

Mitten in New Yorks nobler Manhattan Upper Eastside, zwischen Park Avenue und der Fifth Avenue, befindet sich in der 46 East 70th Street das Clubhouse. Dieses ist mit Trophäen früherer Expeditionen geschmückt. Zudem gibt es weltweit 30 weitere Geschäftsstellen. Der Explorers Club zählt zu seinen Mitgliedern die Größen der Forschung des 20. Jahrhunderts. Unter den Mitgliedern befinden sich Personen aus den Bereichen der Polarforschung, dem Tauchen, der Luft- und Raumfahrt, Archäologie, Zoologie, Physik, Ozeanographie, Astronomie, Ökologie, Geologie, Paläontologie, dem Bergsteigen und der Speläologie. Zu den bekanntesten Mitgliedern zählen Robert Edwin Peary, Roald Amundsen, Edmund Hillary, Thor Heyerdahl, Catherine Hickson, Chuck Yeager, Jacques Piccard, Ben Lamm, William Anderson, Neil Armstrong, Ardito Desio, Charles Lindbergh, Dian Fossey, L. Ron Hubbard, Roy Chapman Andrews, Frederick Albion Ober und Edward Moffat Weyer junior. Gründer und erste Präsident des Explorers Club war Adolphus Greely.
Der Club vergibt jährlich Auszeichnungen in verschiedenen Disziplinen. Unter den Ausgezeichneten reihen sich Personen wie Bertrand Piccard, Reinhold Messner und Victor Vescovo ein. Des Weiteren trifft sich die Gesellschaft zum jährlichen Annual Dinner, das Interessierten gegen entsprechendes Eintrittsgeld offensteht.
Die Clubstatuten schreiben vor, dass beim Erreichen des Expeditionsziels einer vom Club anerkannten Expedition die Clubfahne gehisst wird. Jedes Mitglied, das eine dieser prestigeträchtigen 'The Explorers Club Flag Expeditions' (Flaggenexpeditionen) unternehmen möchte, muss diese in einer umfangreichen Vorhabensbeschreibung im Hauptquartier beantragen. Nach strenger Begutachtung durch Experten werden jährlich eine Handvoll Flaggenexpeditionen genehmigt und eine Original-Flagge von vorherigen Expeditionen wird dem Explorer und seinem Team mit auf den Weg gegeben. Diese Flagge gilt es nach erfolgreicher Beendigung der Expedition wieder zum Hauptquartier in New York City zurückzuführen, damit diese für weitere Flaggenexpeditionen in den kommenden Jahrzehnten zur Verfügung steht. Es ist darüber hinaus ein Expeditionsbericht einzureichen, der im Archiv des Clubs für nachfolgende Generationen einsehbar ist. Neil Armstrong hätte bei seiner Flaggenexpedition die Explorers Club Flagge gerne auf den Mond gebracht, jedoch musste es aus Gründen der Staatsräson die US-Flagge sein.
Eine Flaggenexpedition an deutsche Forscher wurde zuletzt an den Ethnopharmakologen Fabien Schultz und die Journalistin Inken Dworak im Oktober 2019 vergeben, die ein Team von internationalen Experten nach Uganda führten. Das Ziel der Expedition war es, die Selbstmedikation von wilden Berggorillas und Schimpansen zu dokumentieren, Proben von potenziell medizinisch genutzten Pflanzen, Insekten und Pilzen zu nehmen und diese pharmakologisch auf ihre Wirksamkeit hin im Labor zu untersuchen. 2022 wurde Schultz vom Explorers Club als einer der „EC50 – Fünzig Menschen, die die Welt verändern“ ausgezeichnet.
Seit 1921 erscheint vierteljährlich das Clubmagazin The Explorers Journal.

## TV-Dokumentationen
Im März 2014 strahlte der deutsche TV-Sender Phoenix eine fünfteilige Dokumentation unter dem Namen Club der Abenteurer aus.

## Weblink
- Offizielle Webpräsenz des Explorers Club (engl.)